# Winfried Dalferth
Winfried Dalferth (* 19. März 1953 in Stuttgart; † 17. September 2021) war ein deutscher evangelischer Theologe, der als christlicher Liedermacher unter dem Pseudonym Daffy Bekanntheit erlangte. Er war zuletzt Dekan des Evangelischen Kirchenbezirks Crailsheim.

## Leben
Winfried Dalferth wuchs in Stuttgart auf. Er besuchte ab 1968 die Evangelischen Seminare Maulbronn und Blaubeuren. Dalferth absolvierte sein Theologiestudium in Tübingen und Wien. Nach seiner Zweiten Dienstprüfung 1980 folgte 1989 eine journalistische Zusatzausbildung an der Evangelischen Medienakademie damals in Frankfurt am Main und 1999 die Promotion in christlicher Publizistik am Institut für praktische Theologie der Universität Erlangen.
Neben seiner hauptberuflichen Tätigkeit als Pfarrer und der damit verbundenen Tätigkeiten wie Engagement bei Kirche Unterwegs, Lehrtätigkeit im Bereich Journalismus an der Evangelischen Fachhochschule für Sozialwesen Reutlingen sowie seit 1998 Wahrnehmung der Vorsitzfunktion in der Arbeitsgemeinschaft Biblische Figuren (ABF) wurde Winfried Dalferth bundesweit unter dem Pseudonym Daffy als Liedermacher christlicher Popmusik bekannt. Von 1973 bis 2002 unter diesem Pseudonym musikalisch aktiv, veröffentlichte er acht Alben, gab neben Konzerten auch Gitarrenkurse und war Mitherausgeber des Notenausgabe Gitarrenbuch zum Evangelischen Gesangbuch. Für die Hörspielserie Uli – Auf heißer Spur von Andreas Schwantge schrieb und sang Daffy den Uli-Song.
Dalferth veröffentlichte ferner theologische Fachliteratur unter anderem zur Entwicklungsgeschichte der christlichen Popmusik.
Dalferth arbeitete als Vikar in Meßstetten und als Pfarrvikar in Geislingen an der Steige, danach war Geschäftsführer der Kirche Unterwegs der Bahnauer Bruderschaft. 1987 übernahm er eine Sonderpfarrstelle für den privaten Rundfunk in der Prälatur Heilbronn, 1991 wurde er Jugendpfarrer im Kirchenbezirk Reutlingen, 2002 Gemeindepfarrer in Nattheim und zwischen 2006 und 2008 Pfarrer in Neresheim und Fleinheim-Dischingen.
Ab 1995 gehörte Dalferth der Landessynode der Evangelischen Landeskirche in Württemberg an und leitete dort den Gesprächskreis Evangelium und Kirche. Bei den Kirchenwahlen 2013 verlor er sein Mandat an Siegfried Jahn, den Dekan des Kirchenbezirks Blaufelden.
Im November 2007 wurde er zum Dekan des Evangelischen Kirchenbezirks Crailsheim gewählt, er trat den Dienst im April 2008 an. Im Juli 2016 trat er in den Ruhestand und war danach freiberuflich tätig. Er starb am 17. September 2021.

## Privates
Winfried Dalferth war verheiratet und hatte zwei Kinder.

## Werke
- Christliche Popularmusik als publizistisches Phänomen, Christliche-Publizistik-Verlag, Erlangen 2000, ISBN 978-3-933992-01-7.
- Und er rührte sie an...: Entstehungsgeschichte der Biblischen Erzählfiguren und ihre Einsatzbereiche in der Verkündigung, Unterricht und Gemeindearbeit, Verlag Junge Gemeinde / Lahn-Verlag, Limburg 2001, ISBN 978-3-7840-3219-1.
- mit Martin Brecht und Folker Förtsch: Adam Weiß – Der Crailsheimer Reformator, Baier-Verlag, Crailsheim 2011, ISBN 978-3-942081-08-5.
- mit Volker Teich: Der evangelische Gottesdienst in Württemberg, Calwer Verlag, Stuttgart 2012, ISBN 978-3-7668-4206-0.
- mit Volker Teich, Philippus Maier, Gerhard Ruhl und Monika Schnaitmann: Taufe – Ein Begleit-Heft für Eltern und Paten, Calwer Verlag, Stuttgart 2014, ISBN 978-3-7668-4221-3.

## Diskografie
- Randnotizen. (Pila Music, 1981)
- Oh Johnny. Kinderlieder zum Mitsingen. (Abakus Musik, 1985)
- Kinder können viele Sachen. (Aarton-Verlag, 1994)
- Merk-Würdiges. (Aarton-Verlag, 1994)
- Choräle zwischen den Saiten. (Aarton-Verlag, 1994)
- Folksongs im Gesangbuch.